# 克勞特岩
克勞特岩（英語：Kraut Rocks）是南極洲的岩石，位於瑪麗伯德地，處於柏林山西南坡，美國地質調查局根據測量和美國海軍拍攝的空中照片繪入地圖，現時由南極條約體系管理。